# Ensemble Phoenix Bühnenspielgemeinschaft
Ensemble Phoenix Bühnenspielgemeinschaft e. V. ist ein Kölner Theater, das 2006 unter dem Namen Theater die Baustelle von Bettina Montazem gegründet wurde. Im Juni 2016 benannte sich das Theater um und übertrug die Organisation der verschiedenen Bereiche auf die 12 Vereinsmitglieder, die gleichzeitig auch den Stamm des Ensembles bilden. Von 2006 bis 2014 spielte das Theater in den knapp 90 m² großen Räumlichkeiten auf der Bonner Straße im Kölner Stadtteil Bayenthal. Seit 2014 spielt das Theater vorläufig nur im Tourneetheaterbetrieb im ganzen deutschsprachigen Raum. Mittlerweile wird das Theater von der Gründerin Bettina Montazem, dem Blues-Sänger Richard Bargel und dem Musical-Darsteller Frank Oppermann geleitet. Das Ensemble Phoenix hat seit Oktober 2017 eine eigene feste Spielstätte in Köln-Ehrenfeld bezogen und die ehemalige Spielstätte des Arkadas-Theater / Bühne der Kulturen unter dem ursprünglichen Namen URANIA-Theater wiederbelebt. Es soll an die Erfolge der ehemaligen Gründerin Claudia Howard anknüpfen. Im aktuellen Spielplan und Angebot für die Tournee stehen 11 unterschiedliche Produktionen für alle Altersgruppen:
Musical:
- Der Mann von La Mancha
- Zur alten Liebe
- All you need is cheese
- Dream of mine
- Lili Marleen – ein Lied geht um die Welt

Sprechtheater:
- Mutter Courage und ihre Kinder
- Der aufhaltsame Aufstieg des Arturo Ui
- Monsieur Ibrahim und die Blumen des Koran
- Am Horizont
- Himmel sehen
- Netboy

Musiktheater für die ganze Familie:
- Die kleine Meerjungfrau
- Fundevogel
- Ein Sommernachtstraum
- Hänsel und Gretel

Dazu gibt es noch zahlreiche musikalische Kleinformate, die unter dem Dachbegriff der COUCHKONZERTE immer wieder wechselnde Künstler und Programme bieten.